# 圣女彼彼亚纳堂

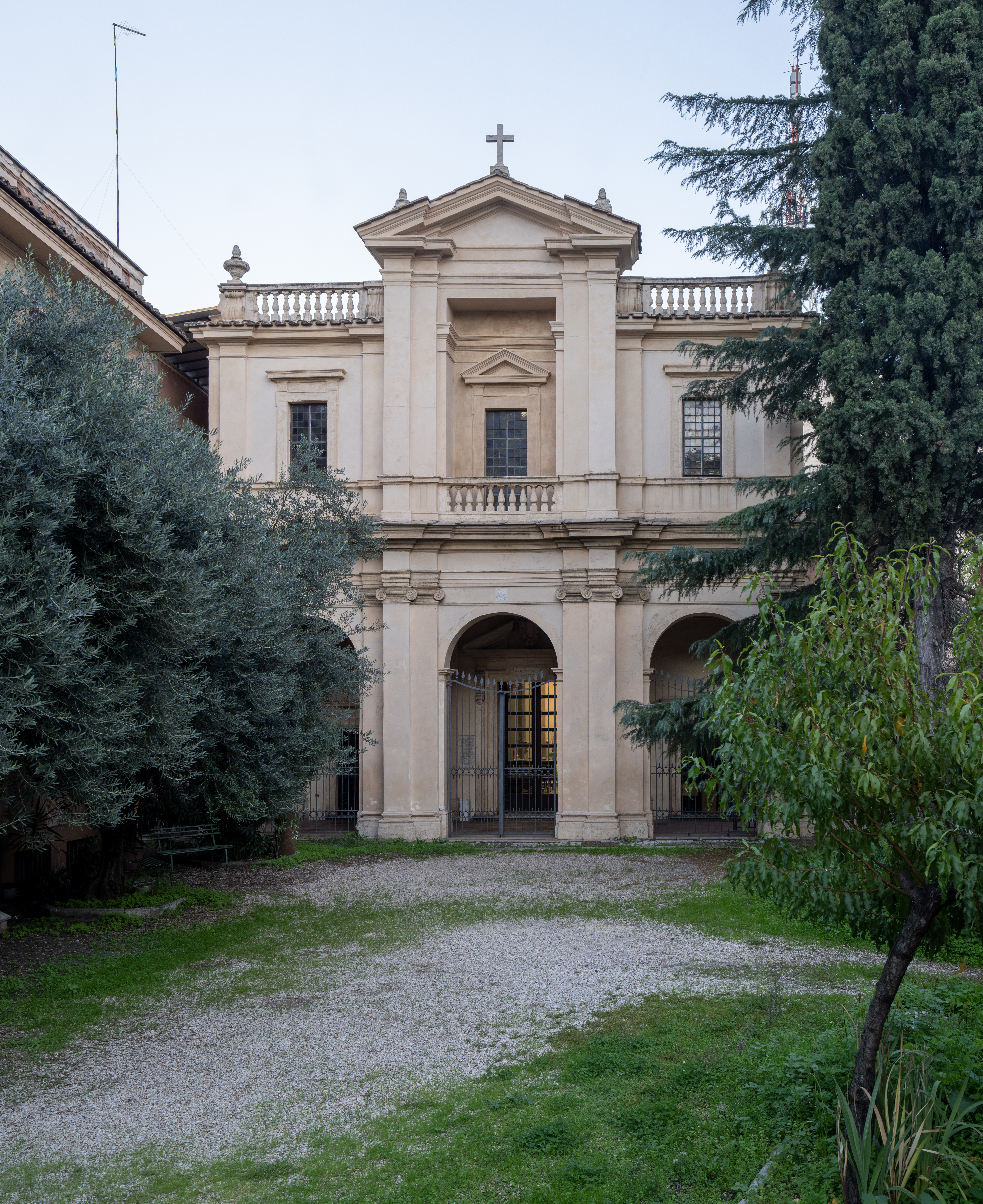

圣女彼彼亚纳堂（Santa Bibiana）是罗马的一座罗马天主教教堂，巴洛克风格，供奉圣女彼彼亚纳。教堂的立面和圣女的雕像都是由吉安·洛伦佐·贝尼尼设计。

## 历史
根据古代传说，该堂建于363年由 Olimpina（或奥林匹亚）所建，皇帝尤利安迫害期间（361-363），圣女彼彼亚纳，她的母亲 Dafrosa 和姐妹 Demetria 都在此处殉教，而她的父亲蒙泰菲亚斯科内的弗拉维安，被流放到ad Aquas Taurinas这个地方（也许今日的蒙泰菲亚斯科内）并殉教。该堂位于Horti Liciniani地区，靠近弥涅耳瓦神庙。教堂附近有一个古代墓地，称为ad ursum pileatum。
在另一方面，根据教宗名錄，该堂建于467年，教宗辛普利修在任期间。教宗良二世（682-683）将致命圣人Simplicius, Faustina 傅天娜和 Viatrix的圣髑从Generosa Catacombs迁来此处。同一位教宗曾在此建造一座供奉圣保禄的教堂, 已不存在。何諾三世在1224年修复该堂。
教堂的立面是由当时26岁的吉安·洛伦佐·贝尼尼设计建造于1624年至1626年，由乌尔巴诺八世委托。堂内的柱子是从最初的5世纪的教堂所遗留。
该堂的圣女彼彼亚纳雕像也是贝尼尼的作品（1626），表现圣女拿着殉教者的棕榈叶，站在殉教的柱旁。
墙上的壁画是皮埃特罗·达·科尔托纳（左）和阿戈斯提诺·恰姆佩里（右）的作品。
圣女彼彼亚纳,她母亲 Dafrosa 和姐妹 Demetria 的遗体在一具3世纪石棺内发现，现在安放在正祭台下面的雪花石膏瓮内。堂内的一根柱子据称是捆绑圣女彼彼亚纳的柱子。
圣女彼彼亚纳堂位于乔瓦尼·乔利蒂街154号，毗邻特米尼车站，距离弥涅耳瓦神庙遗址不远。

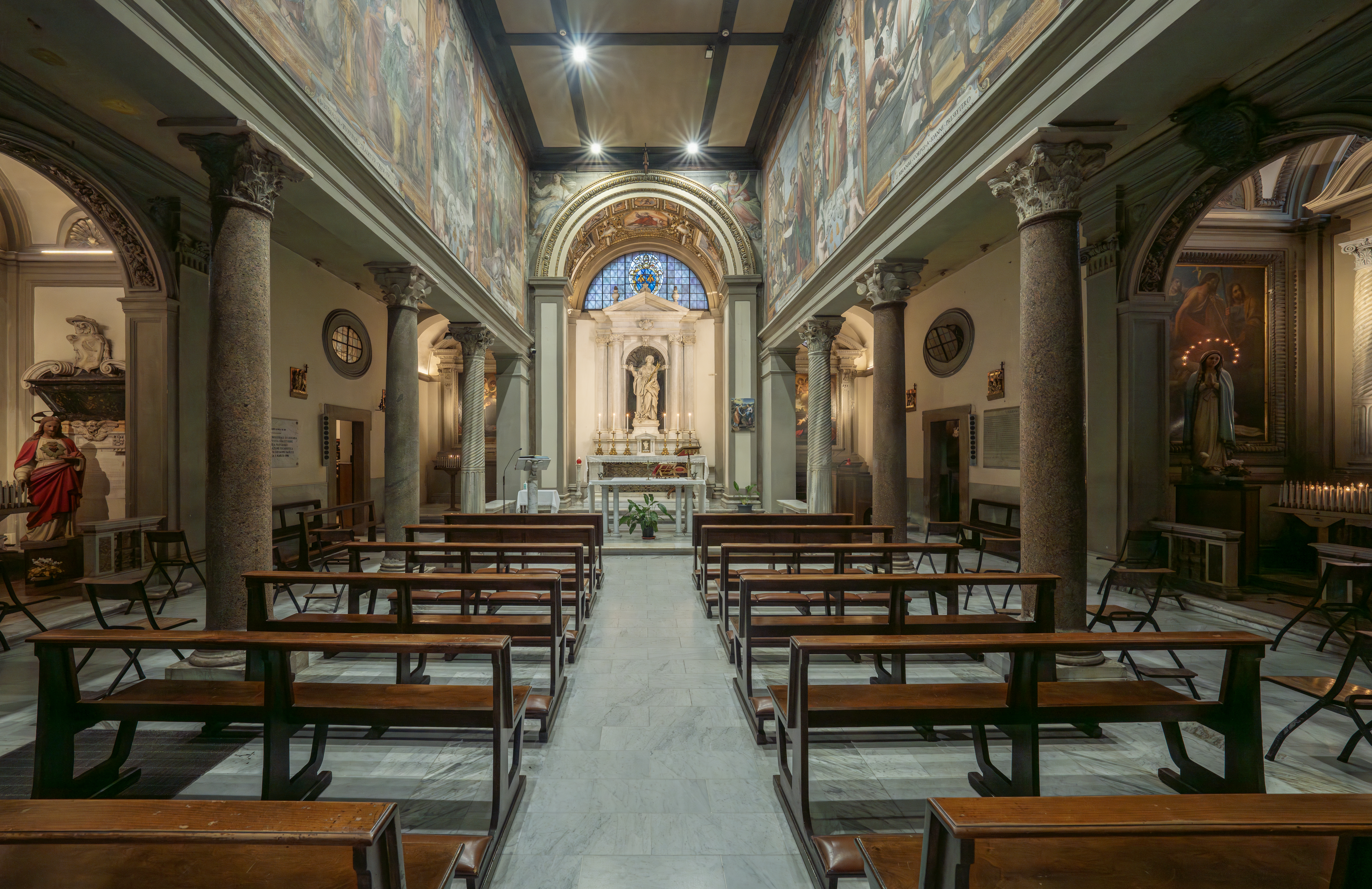
内部
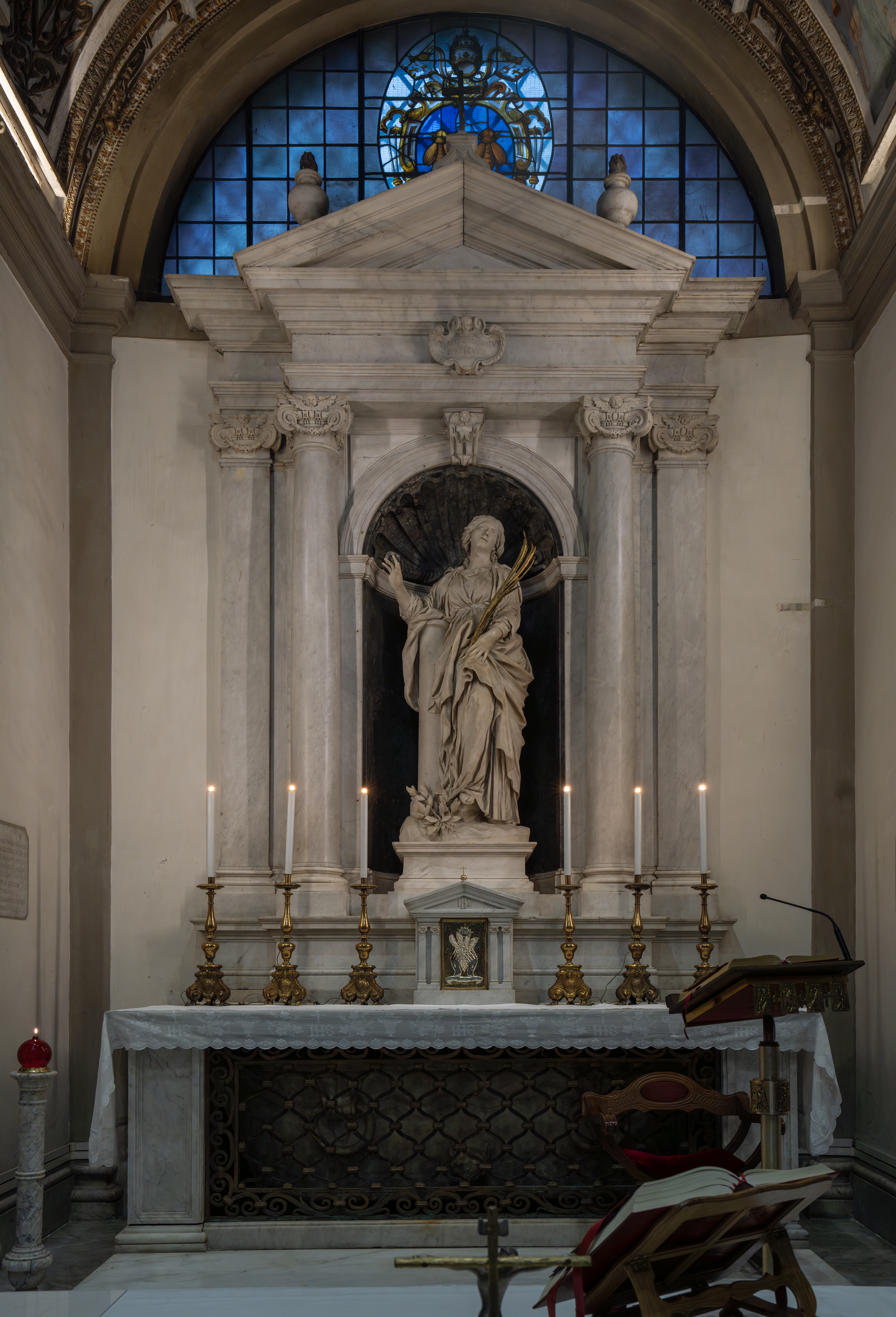
圣女彼彼亚纳雕像
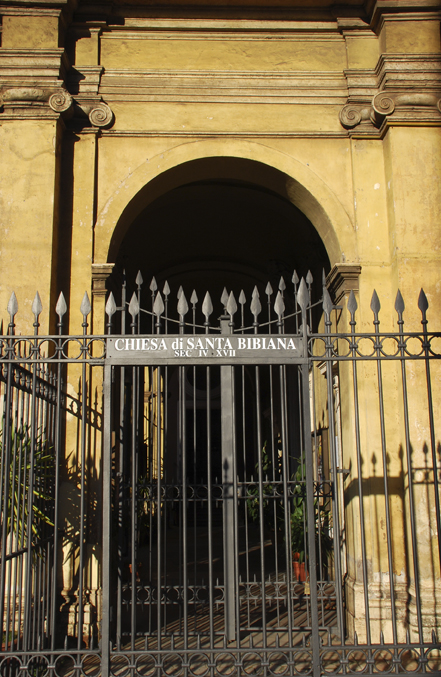
前门